# Serie D 2019-2020
La Serie D 2019-2020 è stata la 72ª edizione del massimo campionato dilettantistico, quarto livello della piramide calcistica italiana. Esso è stato gestito per la 39ª volta dalla Lega Nazionale Dilettanti. La regular season è iniziata il 1º settembre 2019. Il 10 marzo 2020, conseguentemente a quanto disposto il giorno prima dal Governo per decreto, la FIGC sospende sine die tutti i campionati nazionali per la pandemia di COVID-19. Il 20 maggio 2020 la FIGC determina l'interruzione definitiva del campionato. L'8 giugno seguente la FIGC decreta la promozione in Serie C delle prime classificate dei nove gironi e la retrocessione in Eccellenza delle ultime quattro classificate. Il titolo di campione d'Italia Serie D invece non viene assegnato.

## Stagione

### Novità
Nella stagione precedente le squadre partecipanti erano state 168, ossia 6 in sovrannumero rispetto all'organico standard di 162 società. A stagione in corso la Lega Pro aveva ridotto da 9 a 7 il numero di retrocessioni dalla Serie C (per ripristinare l'organico a 60 squadre della terza serie) e questo ha consentito un primo parziale riassorbimento di tale eccedenza, prevedendo per questa stagione un torneo con 166 squadre. Due ulteriori posti si sono liberati a seguito delle esclusioni, sempre a stagione 2018-2019 in corso, di Pro Piacenza e Matera che non hanno concluso il campionato di Serie C facendo sì che dalla terza serie retrocedessero solo 5 squadre e portando quindi a 164 il numero di società aventi diritto all'iscrizione alla Serie D 2019-2020. Di queste, quattro non si sono iscritte (Francavilla, Gela, Rezzato e Cuneo, quest'ultimo retrocesso dalla Serie C); inoltre le quattro retrocesse Bisceglie, Fano, Paganese e Virtus Verona sono state riammesse in Serie C per sostituire le mancanze d'organico della terza serie insieme alle ripescate Modena e Reggio Audace. Con la riduzione dell'organico, pertanto, a 154, si è proceduto all'integrazione mediante otto ripescaggi dall'Eccellenza, ripristinando lo standard di 162 partecipanti. A queste si sono successivamente aggiunte, in sovrannumero come da norme federali, quattro società di nuova affiliazione, sorte al posto di altrettante escluse dai campionati professionistici. Le otto società ripescate dall'Eccellenza sono Agropoli, Anagni, Gladiator, Legnago, Legnano, Olympia Agnonese, Pomezia e Tamai. Le società di nuova affiliazione sono invece Arzachena, Foggia e Lucchese non iscritte al campionato di Serie C e Palermo non iscritto al campionato di Serie B.
Infine avvengono le seguenti fusioni di titoli e i significativi cambi di denominazione sociale:
- Il retrocesso Ciserano si fonde con la Virtus Bergamo dando vita alla Virtus CiseranoBergamo
- Il retrocesso Sasso Marconi si fonde con l'Axys Zola dando vita al Sasso Marconi Zola
- L'Adrense si fonde con l'Erbusco Calcio cambiando nome in Sporting Franciacorta
- Il Gavorrano si fonde con il Follonica dando vita al Follonica Gavorrano
- Il Cattolica si fonde con il San Marino dando vita al Cattolica S.M.
- Il S.F.F. Atletico cambia nome e sede sociale, iscrivendosi con il nome di Atletico Terme Fiuggi[9]
- Il Pontisola cambia denominazione in Ponte San Pietro

### Formula
Le 166 squadre sono state suddivise in nove gironi all'italiana, dei quali sette gironi (A, D, E, F, G, H e I) da 18 club ciascuno e due (B e C) da 20 club ciascuno, organizzati secondo criteri di vicinanza geografica. Il campionato prevede un turno d'andata e uno di ritorno, con promozione diretta in Serie C 2020-2021 per la vincente di ogni girone.

## Squadre partecipanti
Di seguito la composizione dei gironi comunicata dalla LND.

### Girone A
- Borgosesia
- Bra
- Caronnese
- Casale
- Chieri
- Fossano
- Fezzanese
- Ghivizzano
- Lavagnese
- Ligorna
- Lucchese
- Prato
- Real Forte Querceta
- Sanremese
- Savona
- Seravezza
- Vado
- Verbania

### Girone B
- Arconatese
- Brusaporto
- Caravaggio
- Castellanzese
- Dro Alto Garda
- Folgore Caratese
- Inveruno
- Legnano
- Levico
- Milano City
- NibionnOggiono
- Ponte San Pietro
- Pro Sesto
- Scanzorosciate
- Seregno
- Sondrio
- Tritium
- Villa d'Almè
- Virtus Bolzano
- Virtus CiseranoBergamo

### Girone C
- Adriese
- Ambrosiana
- Belluno
- Caldiero
- Campodarsego
- Cartigliano
- Chions
- Cjarlins Muzane
- Delta Porto Tolle
- Este
- Legnago
- Luparense
- Mestre
- Montebelluna
- San Luigi
- Tamai
- Union Clodiense CS
- Union Feltre
- Vigasio
- Villafranca Veronese

### Girone D
- Alfonsine
- Breno
- Calvina Sport
- Ciliverghe Mazzano
- Correggese
- Crema
- Fanfulla
- Fiorenzuola
- Forlì
- Franciacorta
- Lentigione
- Mantova
- Mezzolara
- Progresso
- Sammaurese
- Sasso Marconi Zola
- Savignanese
- Vigor Carpaneto

### Girone E
- Aglianese
- Albalonga
- Montevarchi
- Bastia
- Cannara
- Flaminia CivitaCastellana
- Foligno
- Follonica Gavorrano
- Grassina
- Grosseto
- Monterosi
- Pomezia
- Ponsacco
- San Donato Tavarnelle
- Sangiovannese
- Scandicci
- Trestina
- Tuttocuoio

### Girone F
- Atletico Terme Fiuggi
- Avezzano
- Campobasso
- Cattolica S.M.
- Chieti
- Giulianova
- Jesina
- Matelica
- Montegiorgio
- Olympia Agnonese
- Pineto
- Porto Sant'Elpidio
- Recanatese
- Sangiustese
- S.N. Notaresco
- Tolentino
- Pro Vasto
- Vastogirardi

### Girone G
- Aprilia
- Arzachena
- Budoni
- Cassino
- Anagni
- Ladispoli
- Lanusei
- Latina
- Muravera
- Ostia Mare
- Portici
- P.C. Tor Sapienza
- Latte Dolce
- Team Nuova Florida
- Torres
- Trastevere
- Turris
- Vis Artena

### Girone H
- Agropoli
- Audace Cerignola
- Bitonto
- Brindisi
- Casarano
- Fasano
- Fidelis Andria
- Foggia
- FC Francavilla
- Gelbison
- Gladiator
- Gravina
- Grumentum Val d'Agri
- Nardò
- Nocerina
- Sorrento
- Taranto
- Team Altamura

### Girone I
- Acireale
- Biancavilla
- Castrovillari
- Cittanovese
- Corigliano
- FC Messina[11]
- Giugliano
- Licata
- Marina di Ragusa
- Marsala Calcio
- Messina
- Nola
- Palermo
- Palmese
- Roccella
- Savoia
- San Tommaso
- Troina